# Hans-Jörg Vetter
Hans-Jörg Vetter (* 22. August 1952 in Göppingen) ist ein deutscher Manager und war bis zum 16. März 2021 Aufsichtsratsvorsitzender der Commerzbank.

## Karriere
Von 1969 bis 1972 absolvierte Vetter in Göppingen eine Lehre als Bankkaufmann bei der Deutschen Bank. Anschließend spezialisierte er sich bei seinem Arbeitgeber auf Immobilien und wechselte 1976 zur Konzerntochter Frankfurter Hypothekenbank. 1985 wechselte er in die Geschäftsführung der WestLB-Tochter Deutsche Anlagen-Leasing GmbH in Mainz und kehrte er 1987 als Direktor der Zentrale Baufinanzierung und Immobilien zur Deutschen Bank zurück.
Vetter wurde 1990 in den Vorstand der Bank für Gemeinwirtschaft AG berufen, ab 1995 war er Gesellschafter bei der Privatbank M.M.Warburg. Von 1997 bis Ende 2000 stieg er in der Landesbank Hessen-Thüringen – erneut für den Immobilienbereich zuständig – zum stellvertretenden Vorstandschef auf. Sein Abschied aus dieser Funktion wird darauf zurückgeführt, dass er nicht den Vorstandsvorsitz erhielt.

## Sanierung der Bankgesellschaft Berlin
Seit November 2001 gehörte Vetter zum Vorstand der Bankgesellschaft Berlin, bereits seit dem 1. Dezember 2001 als Vorstandschef und Nachfolger von Wolfgang Rupf, die mit ihrem Zusammenbruch den Berliner Bankenskandal ausgelöst hatte, durch den der Regierende Bürgermeister Eberhard Diepgen stürzte. Im Auftrag des neugewählten Senat Wowereit I erarbeitete Vetter bis Ende Januar 2002 einen Sanierungsplan für die Bankgesellschaft. Das Land Berlin investierte weitere 1,8 Milliarden Euro in eine Kapitalerhöhung und bürgte mit bis zu 21,6 Milliarden Euro für Immobilienrisiken.
Auf Verlangen der EU-Kommission sollten allerdings Beteiligungen und Bestandteile des Bankkonzerns verkauft werden, das Land Berlin sollte seine Anteile bis 2007 abgeben. Unter Vetter wurde die Bankgesellschaft als Regionalbank in Berlin und Brandenburg ausgerichtet, Tochterfirmen verkauft, das Immobiliengeschäft auf Baufinanzierung in den alten Bundesländern eingeschränkt, und im verbliebenen Bereich 5000 Stellen abgebaut, nach anderen Quellen sogar rund 10.000. Dennoch scheiterte die Sanierung. Lediglich durch eine zweite, nicht genehmigte und nicht genehmigungsfähige Beihilfe von über 1,1 Milliarden Euro aus dem Vermögen der Investitionsbank Berlin, die mit Wirkung vom 1. Januar 2004 aus der Landesbank Berlin abgespalten wurde, konnte der Konzern gerettet werden.
Schließlich wurde die Bankgesellschaft in Landesbank Berlin Holding AG umbenannt. Der Landesbank Berlin Holding gehören die Landesbank Berlin AG, dieser wiederum die Berliner Sparkasse, die Berlin Hyp und die LBB-Invest. Als die Sanierung abgeschlossen war, verlängerte Vetter Ende 2006 seinen Vertrag als Vorstandschef der Landesbank Berlin Holding bis 2011. Der Verkauf der 81 Prozent Landesanteile an der Landesbank Berlin Holding endete im Juni 2007 mit dem Gebot von „heute fast unvorstellbar hoch erscheinenden“ (FAZ) 5,3 Milliarden Euro durch den Deutschen Sparkassen- und Giroverband.

## Landesbank Baden-Württemberg
Seit dem Umbau der Bankgesellschaft zur Landesbank Berlin galt Vetter als Sanierungsexperte oder Bankensanierer, von November 2008 bis August 2009 gehörte er dem Aufsichtsrat der Hypo Real Estate an. Vetters überraschender Wechsel von der Landesbank Berlin zur Landesbank Baden-Württemberg (LBBW), wo er von Juni 2009 bis Oktober 2016 Vorstandsvorsitzender war, bedeutete die Ablösung von Siegfried Jaschinski, dessen Vertrag nach der Finanzkrise ab 2007 von der Landesregierung von Baden-Württemberg nicht verlängert wurde.
Zuvor hatte der Baden-Württembergische Ministerpräsident Günther Oettinger angekündigt, die LBBW auf eine Jahresgehalts-Obergrenze von 500.000 Euro für ihre Vorstandsmitglieder zu verpflichten. Noch 2008 hatte Vetter bei der LBB jedoch 1,75 Millionen Euro verdient. Über Vetters Gehalt spekulierten einige Massenmedien frühzeitig. Daher recherchierte das ARD-Magazin Panorama nach der Aufdeckung von regelwidrigen Gehaltszahlungen bei WestLB und HSH Nordbank auch im Fall der LBBW, für die der Landtag von Baden-Württemberg eine 500.000-Euro-Regelung beschlossen hatte:

„Das Gehalt des neuen Vorstandsvorsitzenden Hans-Jörg Vetter liegt weit über der 500.000-Euro-Obergrenze. Das hat Ministerpräsident Günther H. Oettinger bereits öffentlich eingeräumt.“

In die Kritik gerieten diese Zahlungen ebenso wie die zugehörige defensive Informationspolitik der Landesregierung und der LBBW. Auch Regierungspolitiker wandten sich gegen Bonuszahlungen und hohe Gehälter für Landesbank-Vorstände wie Vetter.

## Aufsichtsratsvorsitzender der Commerzbank
Nach dem Ausscheiden bei der LBBW 2016 arbeitet Vetter als selbständiger Berater in Frankfurt. Als Nachfolger von Stefan Schmittmann wurde er am 3. August 2020 zum Aufsichtsratsvorsitzenden der Commerzbank gewählt. Am 16. März 2021 hat er überraschend seinen Rücktritt aus gesundheitlichen Gründen bekannt gegeben.

## Auszeichnungen
2016 wurde Hans-Jörg Vetter der Verdienstorden des Landes Baden-Württemberg verliehen.

## Schriften
- Vier Säulen als Fundament. In: Zeitschrift für das gesamte Kreditwesen 61, 2008, Nr. 19, S. 972–973 (ISSN 0341-4019).